# Омикрон Волопаса
Омикрон Волопаса (лат. ο Boötis), 35 Волопаса (лат. 35 Boötis), HD 129972 — тройная звезда в созвездии Волопаса на расстоянии приблизительно 236 световых лет (около 72,2 парсеков) от Солнца. Видимая звёздная величина звезды — +4,6m. Возраст звезды определён как около 530 млн лет.

## Характеристики
Первый компонент — оранжево-жёлтый гигант спектрального класса G8,5III, или G8III, или G8, или K0. Масса — около 3,051 солнечных, радиус — около 12,89 солнечных, светимость — около 83,795 солнечных. Эффективная температура — около 4914 K.
Второй компонент — белый карлик.
Третий компонент — коричневый карлик. Масса — около 46,14 юпитерианских. Удалён на 2,169 а.е..